# Цаповка (Белгородская область)
Цаповка — село в Борисовском районе Белгородской области. Входит в состав Грузчанского сельского поселения. 

## География
Село расположено недалеко от районного центра — Борисовки.
Ближайшим российским нп является Казачье-Рудченское, расположенное северо-западнее.
Часовой пояс
Село Цаповка как и вся Белгородская область, находится в часовой зоне МСК (московское время). Смещение применяемого времени относительно UTC составляет +3:00.

## История
- В 1940 году, перед ВОВ, в Цаповке были 98 дворов, сельсовет, почтовое отделение и две ветряные мельницы.[3].

## Население
| 2002 | 2010 |
| ---- | ---- |
| 5    | ↘2   |